# Narrows (Georgia)
Narrows è una comunità non incorporata della contea di Banks, Georgia, Stati Uniti. Si trova sulla Georgia State Route 105, a circa quattro miglia a sud-est di Baldwin.
Narrows è la città natale di Ty Cobb. Un cartello lungo la strada descrive la posizione originale della cabina in cui viveva la famiglia Cobb e dove nacque Ty.
Nel 1864, Narrows fu la località dell'omonima battaglia, tra le forze confederate e dell'Unione, che risultò vittoriosa per i confederati.